# Hans-Joachim Wiese
Hans-Joachim Wiese (* 20. September 1940 in Rheinhausen; † 14. November 2007 in Duisburg), auch bekannt als Hajo Wiese, war ein  deutscher Gastronom, Internetpionier sowie Veranstalter von Kunstausstellungen und Jazz-Konzerten.

## Leben
Wiese, der Pädagogik sowie bei Josef Pieper und Josef Ratzinger Philosophie studiert hatte, war ursprünglich Lehrer. 1966 gründete er die Städtischen Sammlungen Rheinhausen, eine Reihe von Kunstausstellungen, deren Nachfolgeveranstaltungen bis heute in der Rheinhausener Händelstraße stattfinden. In den acht Jahren, die Wiese die Städtischen Sammlungen Rheinhausen leitete, nahmen unter anderem Joseph Beuys, Günther Uecker, Hans Arp, Norbert Kricke, Michel Seuphor und Hannah Höch an der Ausstellungsreihe teil.
1978 übernahm Wiese die historische Dorfschenke in Friemersheim; 1980 richtete er dort das mit 32 Plätzen seinerzeit kleinste Programmkino Deutschlands ein, das zugleich das bundesweit kleinste Kino war, welches mit vollformatigen 35-mm-Kinofilmen bespielt wurde.
Der kulturell engagierte Wiese holte ungewöhnliche Künstler zu Auftritten in seine Gaststätte. Im Jahre 1990 etwa trat dort das Große Sinfonieorchester des sowjetischen Rundfunks unter Leitung von Wladimir Iwanowitsch Fedossejew auf.
Sein starkes Interesse an Computern und dem Internet brachte Wiese dazu, seine Gaststätte am 12. Oktober 1994 zum ersten Internetcafé Deutschlands zu machen, indem er seinen Gästen drei öffentliche Internet-Terminals zur Verfügung stellte. Bundesweit bekannt wurde das „Cybercafe“ durch die Sendung des SWF im Oktober 1994.
In den späten 1990er Jahren veranstaltete Wiese in Friemersheim eine Reihe von Jazz-Konzerten, bei denen unter anderem Ali Haurand, Wilton Gaynair, Reiner Winterschladen, Henning Berg, das European Jazz Quintet und Helge Schneider auftraten.
Nach dem Jahr 2000 geriet Wiese zunehmend in finanzielle Schwierigkeiten und konnte die Miete für das Gebäude der Dorfschenke, das der Stadt Duisburg gehört, nicht mehr begleichen. Im Oktober 2004 wurde die Gaststätte zwangsgeräumt und Wiese musste sich von seinen Aktivitäten zurückziehen.